# Петковичский сельсовет
Петковичский сельсовет (бел. Пе́ткавіцкі сельсавет) — упразднённая административная единица на территории Барановичского района Брестской области Белоруссии.

## История
Образован 12 октября 1940 года как Галинский сельский совет в пределах Горадищеского района Барановичской области БССР. Центр — село Галинка. С 8 января 1954 года в составе Брестской области.
20 мая 1957 года деревня Задзвея была передана из Поланецкого сельсовета в состав сельсовета. 14 апреля 1960 года к сельсовету присоединена часть упраздненного Полянецкого сельсовета (4 населенных пункта: Баратына, Дудичи, Ишкольдь и Петковичи), центр сельсовета перенесен в село Савичи, сельсовет был переименован в Савичский сельсовет.
В 1962 году из Волненского сельсовета в сельсовет было передано 5 населенных пунктов (деревни Паланечка, Репичи, Серамовичи, Щербовичи, Верхнее Чернихово, Галинка, Лихасельцы, Нагорное, Нижнее Чернихово, Тишковцы и Чернихов).
С 25 декабря 1962 года в Барановицком районе. На 1 января 1974 года в составе Савицкого сельсовета было 10 населенных пунктов.
21 июля 1986 года сельсовет был переименован в Петковицкий, его центр перенесен в село Петковичи.
24 августа 2013 года Петковичский сельсовет упразднён, все населённые пункты — Баратино, Дудичи, Ишколдь, Петковичи, Родковичи присоединены к Крошинскому сельсовету.

## Состав
В состав сельсовета входило 5 деревень:
| Населённый пункт | Статус  | СОАТО         | Координаты                      |
| ---------------- | ------- | ------------- | ------------------------------- |
| Баратино         | деревня | 1 204 887 006 | 53°21′08″ с. ш. 26°21′05″ в. д. |
| Дудичи           | деревня | 1 204 887 011 | 53°18′07″ с. ш. 26°21′17″ в. д. |
| Ишколдь          | деревня |               |                                 |
| Петковичи        | деревня | 1 204 887 021 | 53°18′36″ с. ш. 26°21′44″ в. д. |
| Родковичи        | деревня | 1 204 887 026 | 53°16′52″ с. ш. 26°20′14″ в. д. |